# Estádio Universitário Rei Saud
Estádio Universidade Rei Saud ( em árabe: ملعب جامعة الملك سعود    é um estádio multiuso em Riad, na Arábia Saudita . O estádio é o lar do Al-Nassr e recebe a maioria dos jogos em casa. O estádio também foi o palco da WWE pay-per-view evento WWE Crown Jewel em novembro de 2018 e do Brasil contra a Argentina, em novembro de 2019.